# Justine Siegemund
Justine Siegemund, o Siegemundin, (nacida Justine Diettrich; Silesia, 26 de diciembre de 1636 - Berlín, 10 de noviembre de 1705) fue una comadrona. Su libro de obstetricia, conocido en inglés como The Court Midwife ("La comadrona de la corte"), 1690, fue el primer texto médico alemán escrito por una mujer.

## Biografía
Justine Diettrich nació el 26 de diciembre de 1636Fue hija de Elias Diettrich, un ministro luterano en Rohnstock (ahora Roztoka, Polonia), en el antiguo ducado de Jawor. Su padre murió en 1650 cuando ella tenía 14 años. En 1655, a los 19 años, se casó con Christian Siegemund, un contable. La pareja no tuvo hijos durante sus 42 años de matrimonio y se apoyaron mutuamente en sus carreras profesionales.

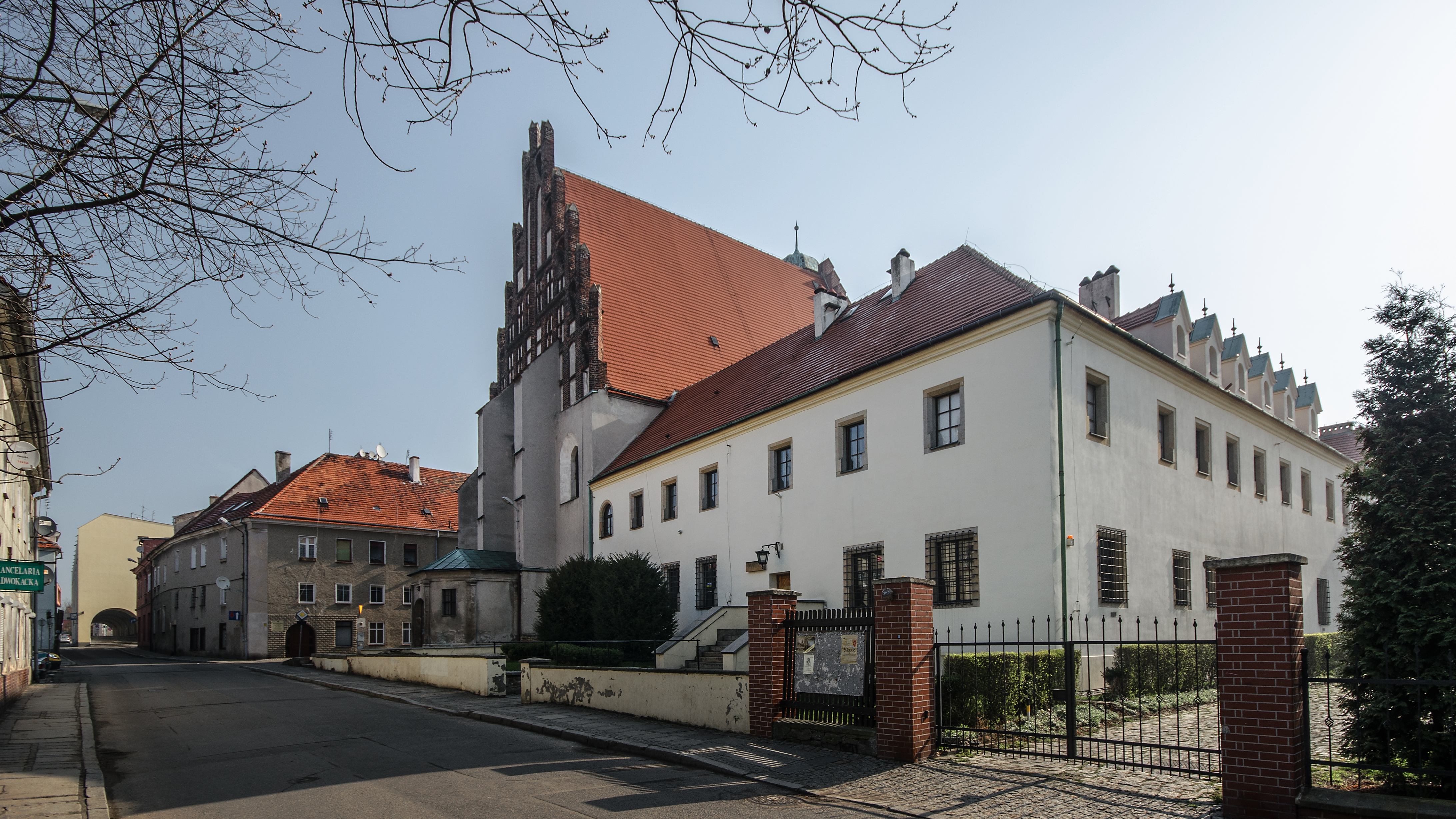
Vista de una de las calles de la capital del Ducado de Jawor.

## Carrera

### 1656–1672
A los 20 años Justine sufrió un prolapso de útero que fue mal diagnosticado. Esta dolorosa experiencia la motivó a formarse en obstetricia, y comenzó su práctica en 1659 cuando se le pidió que ayudara en un caso de parto complicado relacionado con un brazo fetal mal posicionado. Hasta 1670 ofreció su asistencia como comadrona de forma gratuita a mujeres pobres de su zona. Su cartera de clientes siguió creciendo hasta incluir familias de comerciantes y nobles.

### 1670–1701

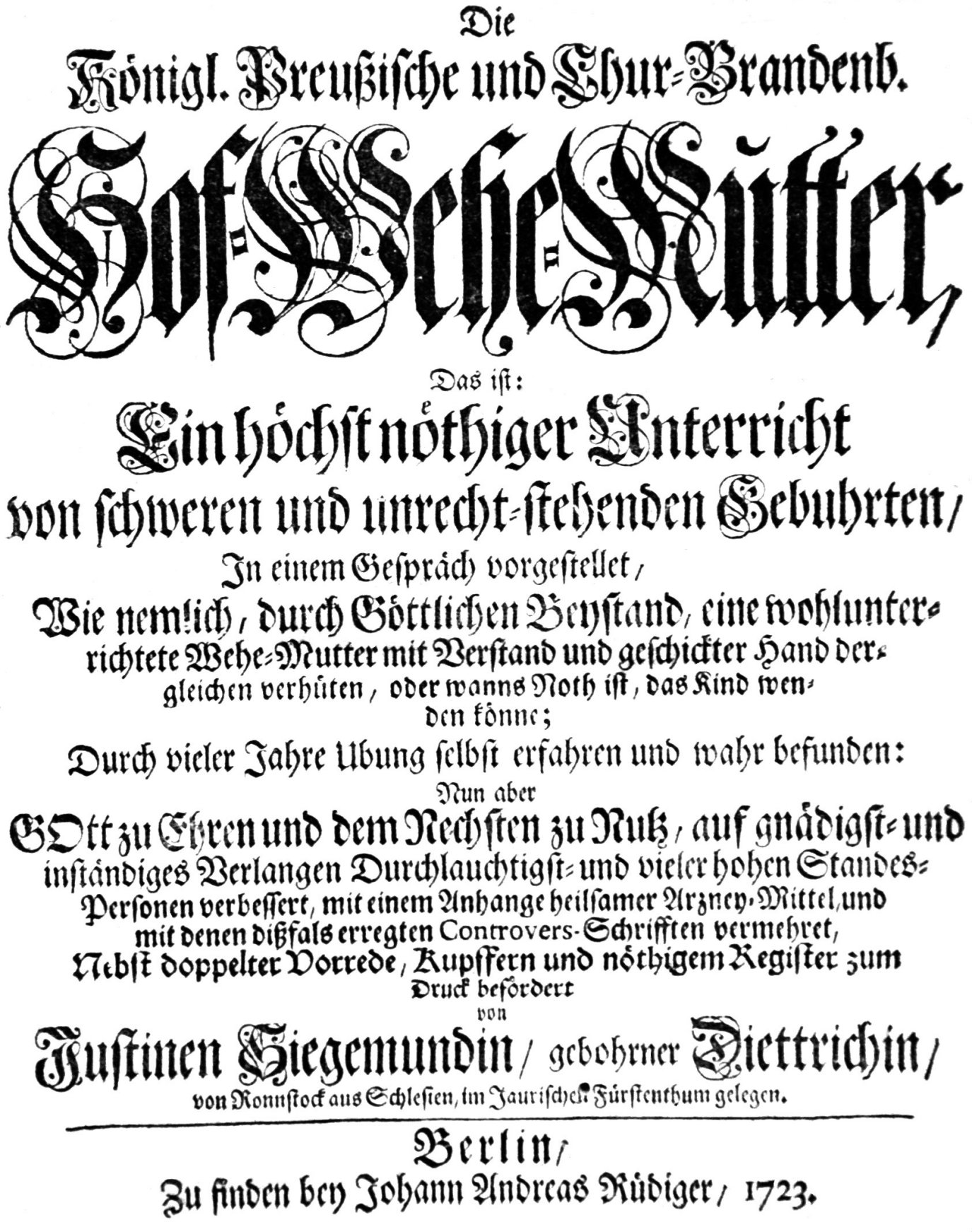
Portada del libro de Siegemund con el título completo en alemán.

En 1670 Siegemund fue nombrada comadrona municipal de Legnica. Dada su amplia experiencia y su creciente base de clientes, cuando la duquesa de Legnica tuvo un tumor de cuello interino, un médico le recomendó los servicios de Siegemund y esta lo extirpó con éxito. 
Ese mismo año Martin Kerger —su anterior supervisor— la acusó de prácticas de parto inseguras. Los compañeros de trabajo de Kerger de la Facultad de Medicina de Fràncfort del Óder apoyaron a Siegemund, y las propias declaraciones de Kerger demostraron que carecía de conocimiento profesional práctico sobre anatomía reproductiva de las mujeres y los bebés, así como sobre el parto.
Sus acusaciones no afectaron a las oportunidades de empleo profesional de Siegemund. Su experiencia y destreza llamaron la atención de Federico Guillermo I de Brandeburgo, quien la nombró comadrona de su corte en Berlín en 1683. También sirvió como comadrona real de la hermana de María Amalia de Brandeburgo, duquesa de Sajonia-Zeitz, hermana de Federico I de Prusia, y ayudó en el nacimiento de cuatro de sus hijos. En la corte de Augusto II de Polonia en 1696, ayudó a Cristiana Eberardina de Brandeburgo con el nacimiento de su hijo, Augusto III de Polonia. Mientras tanto asistió a otros partos en la zona de Berlín.
En Leipzig Andreas Petermann la acusó de delitos similares a los que Kerger ya había denunciado, pero dada su relativa inexperiencia profesional Siegemund una vez más pudo superar este desafío sin que afectara a su reputación profesional.
Siegemund rara vez utilizó productos farmacéuticos o instrumentos quirúrgicos en su práctica. Cuando murió el 10 de noviembre de 1705 en Berlín, Siegemund había ayudado a nacer a casi 6.200 niños según el diácono de Berlín que presidió su funeral.

### The Court Midwife(1690)

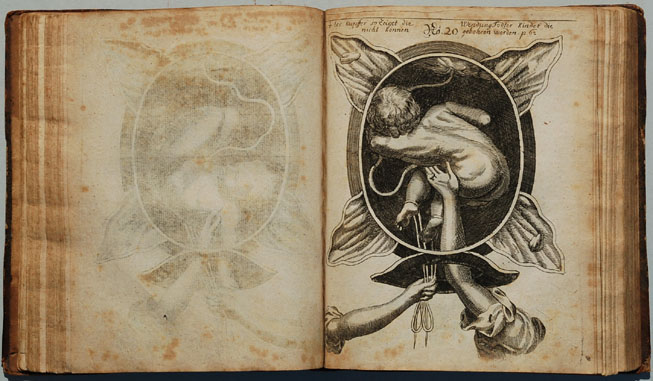
Página del interior de The Court Midwife que muestra el dibujo de un niño naciendo con presentación de hombro

Mientras estaba en los Países Bajos, María II de Inglaterra le sugirió a Siegemund que escribiera un manual de capacitación para comadronas. Sin embargo, es probable que para ese entonces ya hubiera comenzado a compilar The Court Midwife.
En 1689 Siegemund viajó de La Haya a Fràncfort del Óder y presentó el borrador de su manual a la facultad de medicina de Fràncfort del Óder, que aprobó la documentación médica que aportaba. Además, Siegemund había incorporado grabados embriológicos y anatómicos de Regnier de Graaf y Govard Bidloo, lo que aumentaba la utilidad práctica del libro. Desde abril a junio de 1689 protegió la propiedad intelectual del volumen obteniendo privilegios de impresión de los electores de Brandeburgo y Sajonia, así como del emperador del Sacro Imperio Romano Germánico.
Basándose en notas específicas que había ido tomando durante sus partos publicó un texto obstétrico autorizado titulado en su versión inglesa The Court Midwife (en alemán: "Die Königl. Preussische und Chur-Brandenb. Hof-Wehe-Mutter. Das ist ein höchst Unterricht von schweren und unrecht-stehenden Geburthen ...; verbessert, mit einem Anhange heilsamer Arzney-Mittel, und mit denen dissfalls erregten Controvers-Schrifften vermehret. Nebst doppelter Vorrede, Kupffern und nöthigem Register zum Druck befördert") en 1690. El 28 de marzo de 1690 la Universidad Europea Viadrina certificó su libro. El libro está escrito en forma de diálogo entre ella y Christina, una alumna. The Court Midwife fue un libro basado en sus experiencias sobre posibles complicaciones que podían darse durante el parto, incluidos problemas como presentaciones que no eran óptimas, problemas con el cordón umbilical y de placenta previa y como gestionar estas complicaciones. Además, Siegemund presentó una solución para la presentación de hombro, una situación que en aquel momento era catastrófica y llevaba a la muerte del bebé y potencialmente de la madre. Elaboró una técnica de intervención para rotar al bebé en el útero sirviéndose de ambas manos, asegurando una extremidad con un cabestrillo. También se le atribuye (junto a François Mauriceau) el descubrimiento de un método para tratar una hemorragia de placenta previa perforando el saco amniótico.
Tras la muerte de Siegemund, The Court Midwife tuvo numerosas reediciones, incluso en Berlín (1708) y Leipzig (1715 y 1724), con modificaciones que incluían citas de ginecólogos masculinos que corroboraban su contenido. Las reediciones de 1723, 1741, 1752 y 1756 también incluyeron relatos de los casos de Kerger y Petermann.

## Obras
- Die königl[ich-]preußische und chur-brandenb[urgische] Hof-Wehe-Mutter: das ist: ein höchst nöthiger Unterricht von schweren und unrecht stehenden Gebuhrten, in einem Gespräch vorgestellet, wie nemlich durch göttlichen Beystand, eine wohl-unterrichtete Wehe-Mutter mit Verstand und geschickter Hand dergleichen verhüten, oder wanns No es así, das Kind wenden könne ; mit einem Anhange heilsamer Arzney-Mittel und... Controvers-Schriften vermehret.... Berlín: Rüdiger, 1723.

## Lectura adicional
- Pulz, Waltraud (1994). "Nicht alles nach der Gelahrten Sinn geschrieben" : das Hebammenanleitungsbuch von Justina Siegemund : zur Rekonstruktion geburtshilflichen Überlieferungswissens frühneuzeitlicher Hebammen und seiner Bedeutung bei der Herausbildung der modernen Geburtshilfe [Not everything written according to the scholarly sense" : the midwife instruction book by Justina Siegemund : for the reconstruction of obstetric traditional knowledge of early modern midwives and its importance in the development of modern obstetrics] (en alemán). München: Münchner Vereinigung für Volkskunde. ISBN 3-926844-14-0. OCLC 214665051.
- Pulz, Waltraud; Morel, Marie-France (1996). «Aux origines de l'obstétrique moderne en Allemagne (XVIe-XVIIIe siècle): accoucheurs contre matrones?» [The origins of modern obstetrics in Germany (16th-18th century)]. Revue d'histoire moderne et contemporaine (en francés) (Societe d'Histoire Moderne et Contemporaine) 43 (4): 593-617. ISSN 0048-8003. OCLC 60617917. doi:10.3406/rhmc.1996.1841.
- Pulz, Waltraud (1998). «Gewaltsame Hilfe? Die Arbeit der Hebamme im Spiegel eines Gerichtskonflikts (1680–1685)» [Forced help? The work of the midwife reflected in a court conflict (1680–1685)].  En Schlumbohm, Jürgen, ed. Rituale der Geburt : eine Kulturgeschichte (en alemán). München: Verlag C.H. Beck. ISBN 3-406-42080-X. OCLC 41327073.
- Siegemund, Justina (2005).  Tatlock, Lynne, ed. The court midwife. Chicago: University of Chicago Press. ISBN 978-0-226-75710-0. OCLC 190560533.
- Tatlock, Lynne (Summer 1992). «Speculum Feminarum: Gendered Perspectives on Obstetrics and Gynecology in Early Modern Germany». Signs (University of Chicago Press) 17 (4): 725-760. ISSN 0097-9740. OCLC 5552765755. doi:10.1086/494762.